# جون إريس
جون إريس (بالإسبانية: Jon Erice) هو لاعب كرة قدم إسباني في مركز لاعب ارتكاز ‏، ولد في 3 نوفمبر 1986 في بنبلونة في إسبانيا. لعب مع أبولون ليماسول وأوساسونا وريال أوفييدو ونادي غوادالاخارا ونادي قادش ونادي مالقا ونادي هويسكا.

## وصلات خارجية
- جون إريس على موقع الدوري الأمريكي (الإنجليزية)
- جون إريس على موقع قاعدة بيانات كرة القدم.إي يو (الإنجليزية)
- جون إريس على موقع Soccerway.com (الإنجليزية)
- جون إريس على موقع AS.com (الإسبانية)